# Dora Lopes
Dora Lopes (* 6. November 1922 in Rio de Janeiro; † 24. Dezember 1983 in São Paulo), mit vollem Namen Dora Lopes de Freitas Lopes, war eine brasilianische Sängerin und Komponistin der Música Popular Brasileira, insbesondere Samba.

## Leben
Dora Lopes verließ im Alter von 14 Jahren ihr Elternhaus, um Sängerin beim Radio zu werden. Nachdem sie einige Zeit in Nachtklubs gesungen hatte, trat sie Ende der 1940er Jahre im Radioprogramm von Ary Barroso auf Rádio Nacional auf. 1948 nahm sie ihre erste Schallplatte auf und wurde zum Stammgast bei den bekanntesten brasilianischen Radiostationen der damaligen Zeit wie  auch Rádio Mayrink Veiga. Es folgten weitere Schallplattenaufnahmen bei den Plattenfirmen Sinter, Copacabana, Mocambo und Continental. 1962 erhielt sie den Preis Prêmio Chico Viola für ihre Komposition Samba da Madrugada, zusammen mit Carminha Mascarenhas und Herotildes José Nascimento. Dora Lopes machte Tourneen durch Frankreich, Italien, die Schweiz, Venezuela, Mexiko und die USA. In Brasilien lebte sie hauptsächlich in Rio de Janeiro und São Paulo und arbeitete mit Musikern wie Dolores Duran, Sylvia Telles, Dalva de Oliveira, Pixinguinha und Ataulfo Alves zusammen. Insgesamt hat sie mehr als zwanzig Schallplatten aufgenommen. Zu ihren bekanntesten Kompositionen zählen Samba da Madrugada, Ponto de Encontro und Velório de Sambista.
1965 hatte sie aufgrund heftigen Regens einen schweren Autounfall auf der Autobahn Via Dutra zwischen Rio und São Paulo in der Nähe von Pindamonhangaba (SP). In der Folge musste sie sich zahlreichen Operationen unterziehen und ihrer Karriere widerfuhr ein Niedergang.
Ihr späteres Leben war von prekären Finanzen bestimmt. Nach einer Woche im Koma verstarb sie am Weihnachtsabend 1983 im Alter von 62 Jahren im Hospital Paulistânia von São Paulo. Ihre ehemalige Sekretärin Darcy und ihre Freundin, die Sängerin Edith Veiga waren bis zuletzt an ihrer Seite. Ihrer Beerdigung auf dem Friedhof Cemitério Gethsêmani wohnten etwa 40 Leute, vornehmlich Freunde und Familie, bei. Aus dem Schaugeschäft waren neben Edith Veiga, die Velório de Sambista ("Aufbahrung eines Sambasängers") sang, noch Agnaldo Timóteo und Adylson Godoy anwesend. Dazu kamen noch einige Gastronomen des Paulistanischen Nachtlebens wie Marizinha, eine Besitzerin des Bug House in der Rua Augusta, wo Dora Lopes ihren letzten öffentlichen Auftritt hatte, anwesend.

## Diskographie (Auswahl)
- Volta pro teu barracão/Roubei o guarani, 1948, Star, 78
- Moço direito/Vou beber, 1952, Sinter, 78
- Samba não é brinquedo/Tanto faz, 1956, Continental, 78
- Enciclopédia da gíria, 1957, Mocambo, LP
- Nós dois sabemos/Samba da madrugada, 1962, Copacabana, 78
- Mister Tico-Tico/A cigana errou, 1964, Rio, 78
- Minha música e eu, 1965, Copacabana, LP
- Testamento, 1974, RGE, LP
- Dora Lopes, 1974, RGE, MC